# Pehr Gunnar Vejde
Pehr Gunnar Vejde, född 19 september 1885 i Växjö, död 2 februari 1966, var en svensk folkskollärare, topograf, historiker och personhistoriker. Han var son till gårdsägaren Magnus Pehrsson och Johanna Johnasdotter.
Vejde avlade organistexamen i Växjö 1903 och folkskollärarexamen där 1908. Därefter var han verksam som folkskollärare i Väckelsångs landskommun 1908–10, Rogberga landskommun 1910–25 och 1926–49 i Växjö. Han blev filosofie hedersdoktor vid Lunds universitet 1941.
Vejde ägnade sig hela livet åt lokalhistorisk forskning rörande Småland. Åren 1905–14 undersökte och fotograferade han kyrkorna i Kronobergs och Jönköpings län. Han har också studerat herrgårdar, järnbruk och andra kulturminnesmärken, främst i Kronobergs län och deltagit i arkeologiska undersökningar av till exempel medeltida borgruiner. Hans fält- och arkivforskningar har givit upphov till ett värdefullt topografiskt arkiv. Han var 1926–39 föreståndare för allmogeavdelningen vid Smålands museum i Växjö. Han var en flitig författare framför allt i småländska årsböcker och samlingsverk.
Han var bland annat korresponderande ledamot av Kungl. Gustaf Adolfs Akademien och Kungl. Vitterhetsakademien.
I Växjö är P.G. Vejdes väg och Vejdes plats på universitetsområdet i stadsdelen Teleborg uppkallad efter honom.
Vejdeföreningen är ett samarbetsorgan för enskilda hembygdsforskare i Kronobergs län, som bildat sitt namn som en hedersbetygelse åt Pehr G. Vejde och som en parallell till Hyltén-Cavalliusföreningen, Kronobergs läns hembygdsförbund.